# Ana Mata
Ana Mata (n. 1980) é uma artista portuguesa, reconhecida no cenário artístico português pelas suas contribuições às artes visuais. 
O seu trabalho explora frequentemente temas de identidade, memória e a relação entre o ser humano e o ambiente. Ana Mata desenvolveu um estilo único, caracterizado por uma paleta de cores vibrantes, translúcidas e uma abordagem expressiva à forma e composição.
O estilo de Ana Mata é marcado por uma forte expressão emocional e uma exploração profunda de temas pessoais e universais. O seu trabalho pode envolver uma variedade de técnicas e meios, sobretudo pintura, desenho e vídeo.
Ana Mata é uma pintora cuja obra continua a impactar o mundo das artes visuais em Portugal. A sua habilidade em capturar emoções e explorar temas complexos através das suas pinturas destaca-se no cenário artístico. 
1. ↑  «Ana Mata por Alexandre Pomar»
2. ↑  «Drawing Room»
3. ↑  «Ana Mata in the Art Library collection - Gulbenkian Art Library»
4. ↑  «Novas Pinturas de Ana Mata no Módulo - Lisboa - E Cultura PT»